# فهرست فیلسوفان خردگرا
این فهرست فیلسوفان خردگرا (انگلیسی: List of rationalists) است، یعنی افرادی که دربارهٔ خردگرایی به عنوان یک خط فکری در حوزه فلسفه نظریه‌پردازی می‌کنند.
خردگرایی در فلسفه یک خط فکری است که به عقل یا خرد به‌عنوان منبع اولیه یا اساسی برای معرفت یا توجیه متوسل می‌شود. معمولاً با تجربه‌گرایی که به تجربه حسی به‌عنوان منبع اولیه یا اساسی دانش یا توجیه متوسل می‌شود، در تضاد است. عقل‌گرایی را نباید با عقلانیت اشتباه گرفت.

## خردگرایان پیش از میلاد
- فیثاغورس
- پارمنیدس
- افلاطون
- سقراط

## خردگرایان قرن ۱ تا ۴ میلادی
- آگوستین
- اوریجن
- فلوطین

## خردگرایان قرون وسطی
- فارابی
- ابوالعلاء معری
- ابن سینا
- ابن رشد
- ابن میمون

## خردگرایان قرن ۱۶ تا ۱۹ میلادی
- رنه دکارت
- نیکولا مالبرانش
- باروخ اسپینوزا
- گوتفرید لایبنیتس
- کریستیان ولف

## خردگرایان قرن بیستم
- دیوید چالمرز
- نوآم چامسکی
- الوین پلانتینگا
- ارنست سوسا

## جستارهای‌وابسته
- فهرست فیلسوفان